# بلک لیس

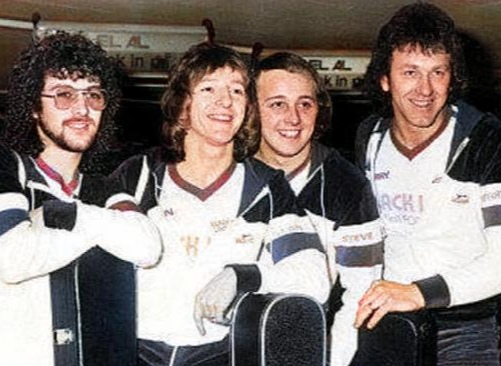
مرتبط بودن

بلک لیس (به انگلیسی: Black Lace) گروه موسیقی بریتانیایی است.
آن‌ها نماینده بریتانیا در یوروویژن ۱۹۷۹ بودند.